# Sazlia
Sazlia (albanska: Sazlia, serbiska: Sazlija) är en by i Kosovo. Den ligger i kommunen Ferizaj. Enligt den senaste folkräkningen år 2011 fanns det 782 invånare.

## Demografi
| Demografi    | 2011 |
| ------------ | ---- |
| albaner      | 780  |
| odeklarerade | 2    |